# Birštonas
Birštonas ( escoltar (?·pàg.)) situada al comtat de Kaunas. És una ciutat balneari a Lituània situada a 30 km al sud de Kaunas al marge dret del riu Nemunas. Birštonas va rebre els seus drets de ciutat el 1529, i va ser anomenada com a ciutat el 1966. La ciutat és el centre administratiu del municipi de Birštonas.

## Nom
Birštonas és el nom en lituà de la ciutat.
Les versions del nom en altres llengües inclouen 
- polonès: Birsztany
- Rus: Бирштаны Birshtany
- Belarús: Бірштаны Birshtany
- Yiddish: בירשטאן Birshtan
- Letó: Birštona

## Història
Birštonas va ser esmentada per primera vegada l'any 1382 a les cròniques dels Cavallers Teutònics i va ser descrita com «una granja a l'aigua salada». Molts ducs lituans i d'altres nobles van viatjar a Birštonas, durant els segles XIV i XVI, per exercitar la caça.
El complex del balneari va ser fundat el 1846. Moltes persones russes, poloneses i de ciutats lituanes van visitar els sanatoris de la zona per rebre tractaments curatius d'aigua mineral i de fang, com l'escriptor lituà Balys Sruoga, que estava malalt després d'haver estat en el camp de concentració de Stutthof.

## Festes
Birštonas té diversos festivals, el principal se celebra durant la segona setmana de juny. Ofereix concerts, art popular, exposicions i curses de llanxes. Un altre festival dedicat al jazz atreu milers de persones i se celebra cada dos anys, a la fi de març, aquest festival de jazz amb una antiguitat de més de vint anys ara es transmet també per TV.

## Turisme

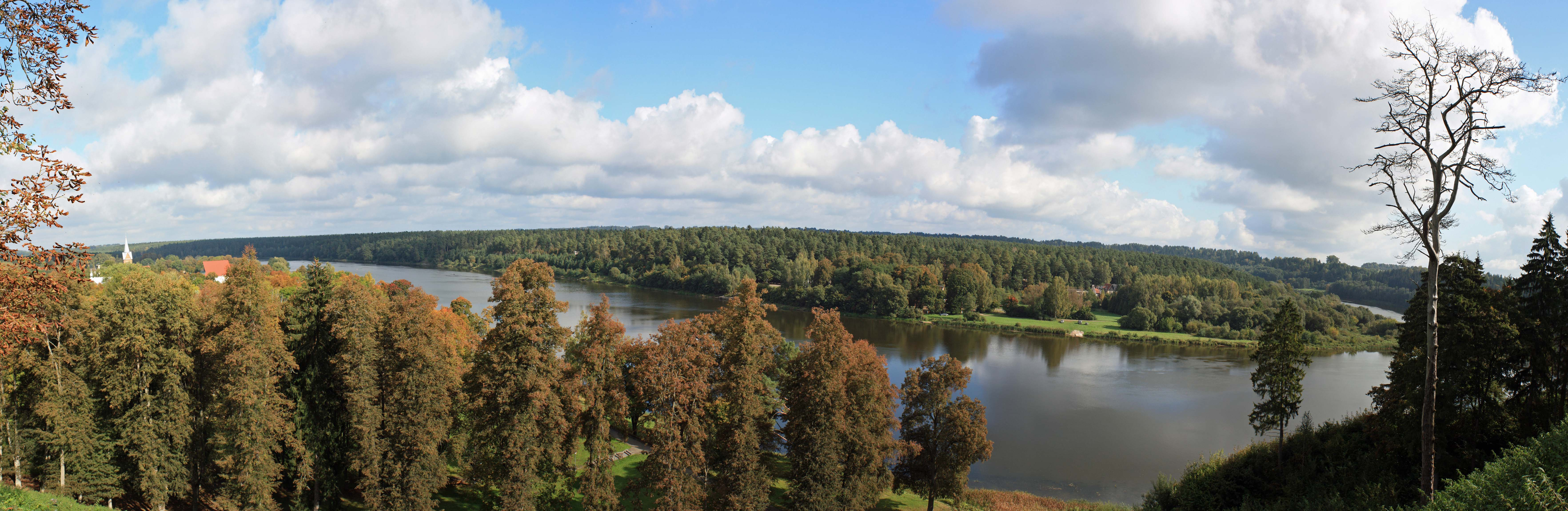
Panorama del riu Nemunas

Birštonas és coneguda per la seva aigua mineral. Aquesta aigua és utilitzada per sanatoris en piscines i banys. Hi ha dos grans sanatoris a Birštonas el Tulpe i el Versmė, tots dos ofereixen haloteràpia, banys terapèutics de fang, piscines d'aigua mineral, banys, massatges i una àmplia gamma de procediments curatius. Birštonas també compta amb hotels i granges adaptades per al turisme rural. Les atraccions locals inclouen la «colina de Vytautas», on el Gran Duc Vytautas tenia la seva mansió de caça, dos museus i el passeig marítim –un camí a la vora del riu Nemunas–. Es pot practicar el ciclisme al bosc local de Žvėrinčius, muntar a cavall, navegar o remar a canoa al llarg dels rius Verknė o Nemunas. Birštonas és un dels pocs centres turístics de Lituània.

## Ciutats agermanades
- Leck, Alemanya
- Żnin, Polònia
- Keila, Estònia
- Sigulda, Letònia
- Sysmä, Finlàndia
- Bykle, Noruega
- Neringa, Lituània